# Weera Koedpudsa
Weera Koedpudsa (Thai: นายวีระ เกิดพุดซา, * 1. Juli 1984 in Provinz Nan) ist ein ehemaliger thailändischer Fußballtorhüter.
Am 21. Februar 2017 wurde Weera Koedpudsa wegen Spielmanipulationen in mehreren Ligaspielen angeklagt. Er wurde von der königlichen thailändischen Polizei festgenommen und lebenslang vom Fußball gesperrt.

## Karriere

### Verein
Von 2002 bis 2004 spielte Weera in seiner Jugend beim FC Bangkok Bank. 2004 wechselte er zum FC Bangkok University, für den er bisher 74 Spiele bestritt. Größter Erfolg für ihn auf Vereinsebene war bisher der Gewinn der thailändischen Meisterschaft 2006. Mit Bangkok United nahm er zudem 2007 am Singapore Cup teil, wo die Mannschaft den dritten Platz belegte, als auch an der AFC Champions League. Die Gruppenrunde konnte jedoch nicht überstanden werden.

### Nationalmannschaft
Für die Senioren-Nationalmannschaft stand er bereits 2004 im Aufgebot zu den ASEAN-Fußballmeisterschaften und nahm auch an der Endrunde zur Fußball-Asienmeisterschaft 2007 teil. Weera war jedoch nur die Nummer zwei hinter Kosin Hathairattanakool. Als Student nahm er zudem an der Sommer-Universiade 2003 teil.

## Erfolge

### Verein
Bangkok United
- Thai Premier League

Meister: 2006
- Singapore Cup

3. Platz: 2007

### Nationalmannschaft
- Teilnahme an der Endrunde zur Fußball-Asienmeisterschaft 2007
- Teilnahme an der Sommer-Universiade 2003
- Teilnahme an der ASEAN-Fußballmeisterschaft 2004